# Bácsbokod
Bácsbokod (kroatiska: Bikić, tyska: Wikitsch) är en ort (större by) i provinsen Bács-Kiskun i södra Ungern. Orten har 2 258 invånare (2024), på en yta av 63,93 km². Den ligger cirka 17 kilometer sydost om Baja.